# Elisa Valero
Elisa Valero Ramos (Ciudad Real, 1971) est une architecte et professeure d’université espagnole.

## Biographie

### Formation
Elle a étudié Architecture à l'ETSAVa (Escuela Técnica Superior de Arquitectura de Valladolid), où a obtenu en 1996 le prix extraordinaire de fin d'études; dans la même université, a reçu le prix du meilleur dossier universitaire de l'année académique 1995-96. En 2000, elle a obtenu son doctorat en Architecture à l'UGR (Université de Grenade). Elle a ensuite obtenu une bourse de l'Académie espagnole de Rome en 2003.

### Parcours professionnel

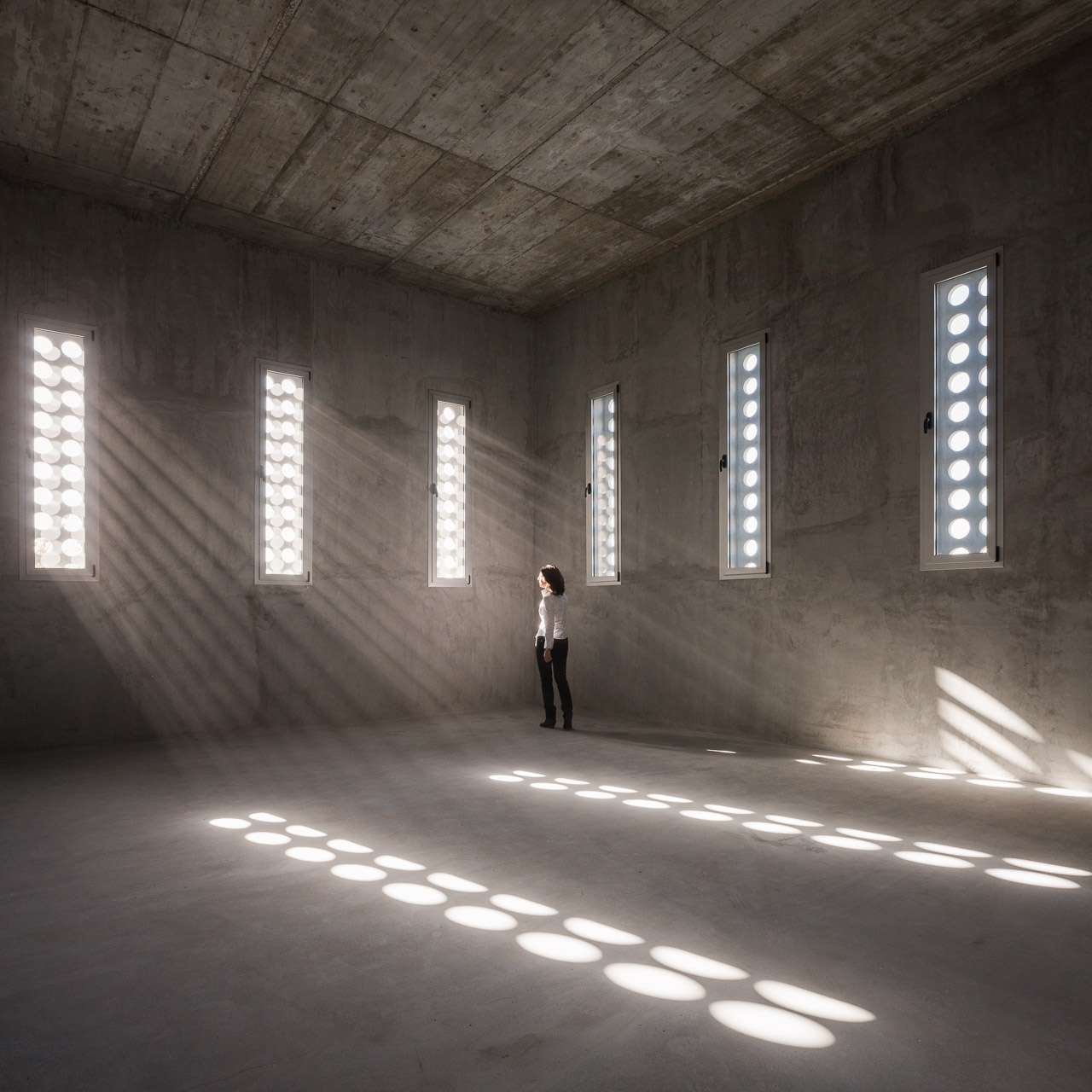
Agrandissement du Colegio Cerrillo, Maracena (Grenade)

En 1996, elle a enseigné à l'Université Nationale Autonome du Mexique (UNAM); son premier travail a été ici, la réhabilitation du restaurant Los Manantiales de l'architecte Felix Candela.
Depuis 1997, elle travaille dans son propre studio d'architecture à Grenade.
Depuis 2012, elle est professeure titulaire de projet d'architecture à l'ETSA de l'Université de Grenade; c'est la troisième femme à obtenir ce titre en Espagne. Ici, elle dirige le groupe de recherche RNM909 "Vivienda Eficiente y Reciclaje Urbano",; elle a réalisé plusieurs projets liés au recyclage et à la durabilité architecturale, en recherchant de nouveaux systèmes de construction peu coûteux et à faible consommation d'énergie.
Elle s'intéresse également au paramètre de la lumière dans l'architecture, ainsi qu'à l'architecture destinée aux enfants, en particulier celle des hôpitaux pédiatriques. Depuis 2012, elle travaille avec la Fondation Aladina, fondation espagnole qui cherche à améliorer la vie des enfants atteints de cancer.
Elle a dirigé plusieurs thèses de doctorat et projets de recherche et a rédigé près de 200 articles scientifiques, y compris des documents de conférence, des chapitres de livres et des articles dans des revues scientifiques.
Elle est professeure invitée à l'Académie d'Architecture de Mendrisio.

## Principales publications
- La théorie du diamant et le projet d'architecture, K.-S. Hakim (trad.), Paris, Cosa Mentale / Les Presses du Réel, 2021[15]
- Housing, Melfi Libria, 2018[16]
- Light in Architecture: The Intangible Material, H. Scott (trad.), Londres, RIBA publishing[17], 2015[18]
- Glosario de reciclaje urbano, General de Ediciones de Arquitectura, 2014[19]
- Diccionario de la luz, General de Ediciones de Arquitectura, 2012[20]
- La materia intangible, reflexiones sobre la luz en el proyecto de arquitectura, General de Ediciones de Arquitectura, 2009[21]
- Elisa Valero arquitectura 1998-2008. Monografía de obra propia, General de Ediciones de Arquitectura, 2009[22]
- La Universidad laboral de Almería, Colegio Oficial de Arquitectos de Andalucia Oriental, 2008[23],[24]
- Ocio peligroso, introducción al proyecto de arquitectura, General de Ediciones de Arquitectura, 2006[25]

## Œuvres notables

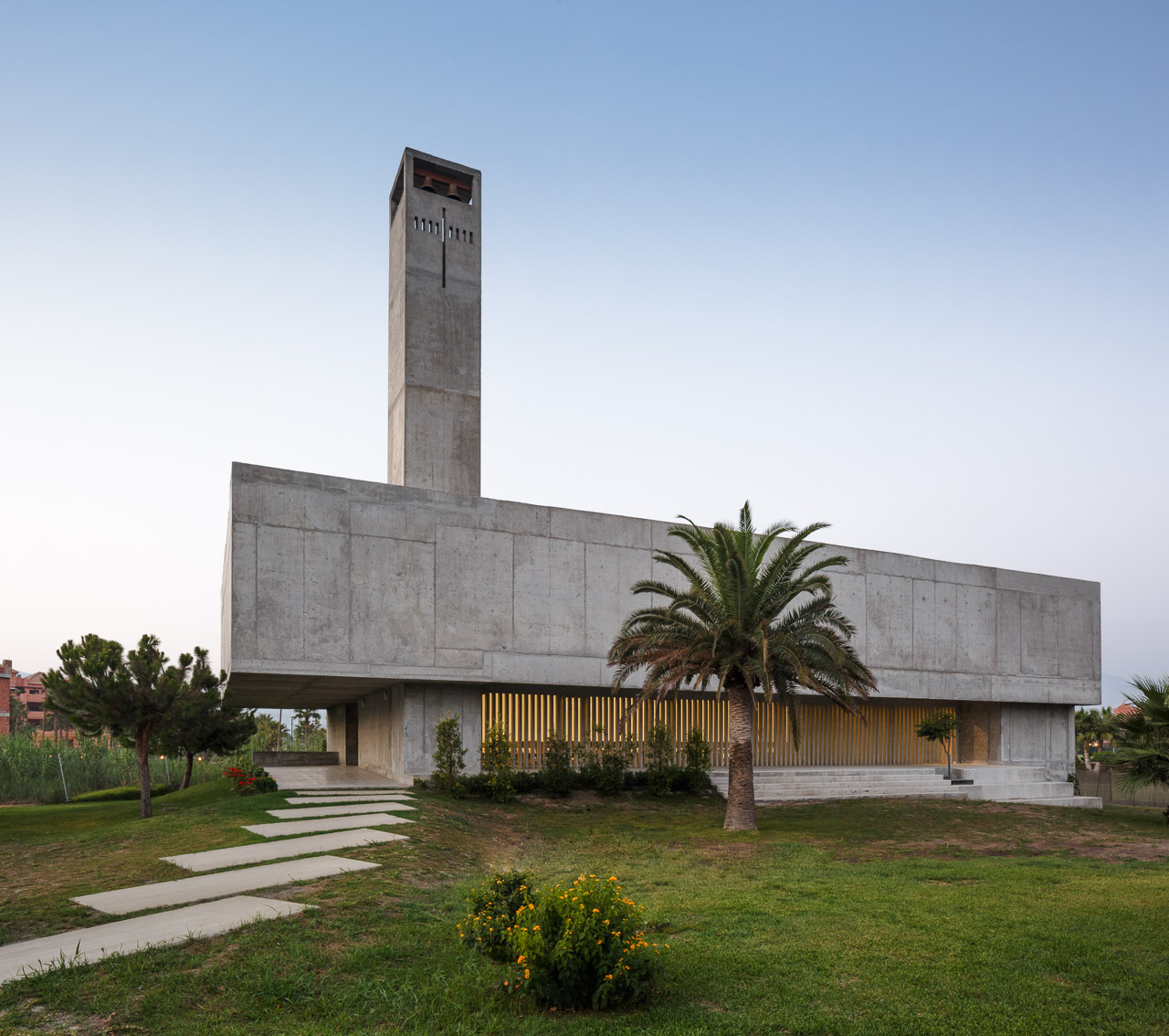
Eglise Sainte Joséphine Bakhita, Playa Granada (Motril)

- Nouvelle salle des parents et rénovation du Patio de los Valientes, Hôpital Virgen del Rocío, Séville[26].
- 8 habitations expérimentales, Grenade, 2018[27],[28]
- Église Sainte Joséphine Bakhita, Playa Granada, Motril, 2016[29],[30]
- École maternelle du quartier du Serrallo, Grenade, 2011[31]
- Galerie d’art Plácido Arango, Madrid, 2008[32]
- Centre social polyvalent, Lancha del Genil, Grenade, 2006[33],[34]
- 13 habitations autoconstruites, Palenciana, Cordoue, 2003[35]
- Casa San Isidro, architecture bioclimatique, Grenade, 2003[36]

## Distinctions
En 2019, elle remporte la mention internationale du Prix des Femmes Architectes à Paris.
C'est la première femme à avoir remporté le Swiss Architectural Award 2017-2018.
Elle est aussi titulaire du prix arcVision 2016 de Milan, Honorable Mention.